# Steinkiste von Yxhult

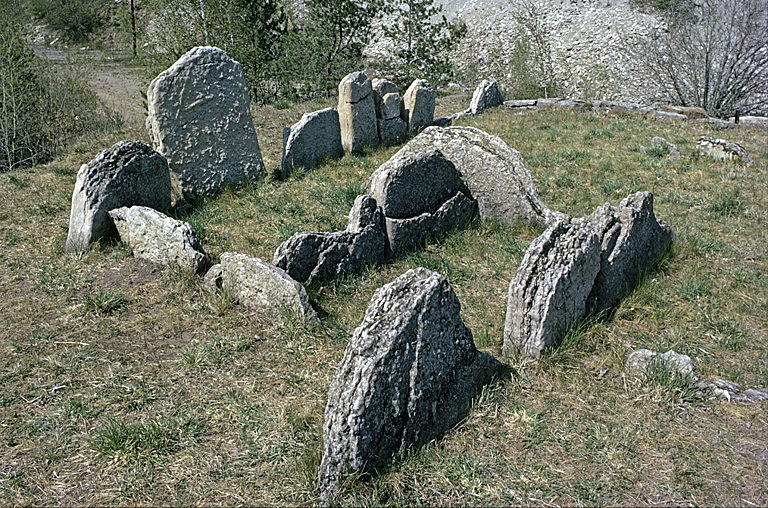
Steinkiste von Yxhult

Die Steinkiste von Yxhult liegt in der Nähe von Hällabrottet in der Provinz Örebro län und der historischen Provinz Närke in Schweden. Yxhult ist der Rest einer der wenigen Steinkisten aus der Jungsteinzeit oder der frühen Bronzezeit (2400–1500 v. Chr.) in der Region.
Der megalithischen Steinkiste fehlen der Hügel aus Steinen und Erde, alle Decksteine und der Eintrittsstein mit dem Seelenloch (schwedisch gavelhål – deutsch Giebelloch). In Yxhult soll es zahlreiche Steinkisten gegeben haben, die bis auf zwei ausgegangen sind. In der gesamten historischen Provinz Närke sind 20 Steinkisten belegt, von denen drei ein Seelenloch haben, dessen Verbreitung in Westschweden größer ist. Die Steinkiste von Yxhult wurde 1902 und 1961 ausgegraben. Die Archäologen fanden Zähne und Knochen von Menschen und Tieren, aber keine Grabbeigaben.
In Yxhult befinden sich ein 1,65 m hoher Runenstein (Nr. Nah 9) aus grauem Sandstein von etwa 1000 n. Chr.